# Елба (острво)
Елба (лат. Ilva) је италијанско острво у Тиренском мору. Припада регији Тоскани и округу Ливорно, а налази се 20 км од обале. То је највеће острво у Тосканском архипелагу и треће по величини италијанско острво после Сицилије и Сардиније. Заједно с осталим острвима у том архипелагу део је НП Тоскански архипелаг Parco nazionale Arcipelago Toscano. Око 50 км западно од острва налази се француско острво Корзика.
Површина острва је 224 км². а дужина обале је око 147 км. Дуго је 29 км, а широко 18,5 км. Има разуђену обалу и доста је брдовито. Највиши врх је Монте Капане висок 1019 метара. Покривен је макијом, маслинама, воћњацима и виноградима. У источном делу острва има железне руде, а у мањим количинама цинкове руде, мермера и сумпора. У привреди острва све већу важност добија туризам. 
Медитеранска клима влада свуда на острву, осим на Монте Капану где су зиме умерено хладне. Падавине су најчешће у јесен. Острво се састоји од осам општина које су део тосканске покрајине Ливорно. Највеће насеље на острву је Портоферајо.

## Историја
Острво је припадало Етрурцима и Сиракужанима у 5. веку п. н. е, Римљанима, Лангобардима у 7. веку, Пизи, Ђенови од 11. до 14. века, принчевима од Пиомбина (од 1399), Шпанији (од краја 16. века, а Французима 1799. Овде је након абдикације 1814. године био прогнан Наполеон I до краја фебруара 1815, када се вратио у Француску.
Бечким конгресом острво је дато Великом војводству Тоскане, а 1860. године, постао је део уједињене Краљевине Италије.
Француске снаге искрцале су се на острво 17. јуна 1944, ослобађајући га од Немаца.